# 阿廬古洞
24°33′42″N 103°45′01″E / 24.56169°N 103.75026°E
阿廬古洞位於中華人民共和國雲南省紅河哈尼族彝族自治州瀘西縣內，有雲南第一洞之稱。是一組典型岩溶地貌地下溶洞群，規模宏大，景觀奇特，具有「洞中有洞、洞中有天、洞下有河、洞外有泉」之特點。為亞洲最具代表性之一的喀斯特地形。明代地理學家徐霞客曾入洞考察，留下“瀘源之水涌于下穴，瀘源之洞群于懸岩”之名句。“阿廬古洞”为彝语，意即“前面有平坦草地的虎洞”，是宋元時雲南“三十七蠻部”之一“阿廬部”的穴居點。目前為國家4A級旅遊景區，是泸西阿庐国家地质公园的一部分。阿廬古洞景區由瀘源洞、玉柱洞、碧玉洞以及玉筍河組成，全長3000多米。洞內景觀以雄、險、奇、秀著稱，具九峰十八洞，是世界溶洞中少有之奇觀。

## 圖片

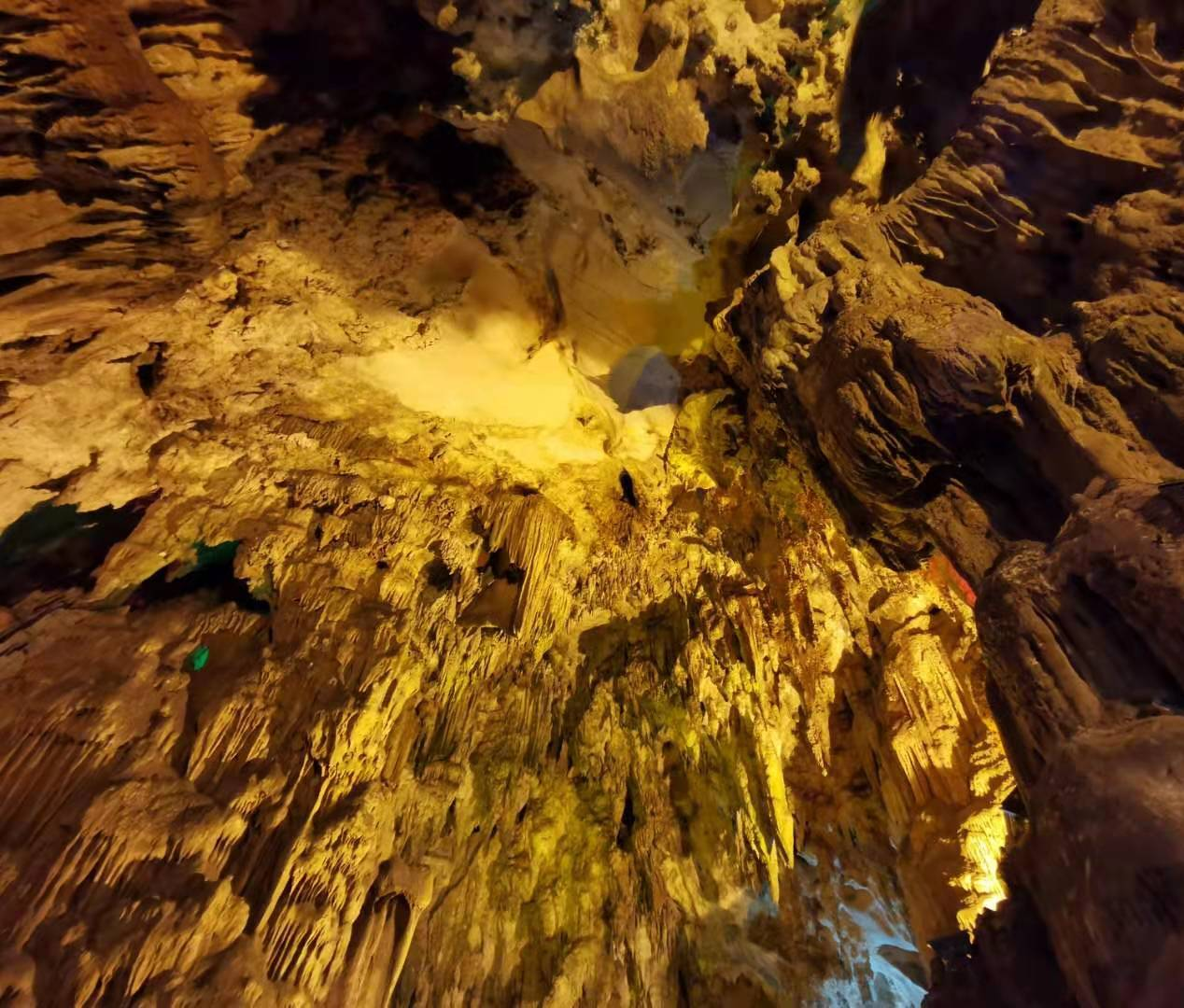
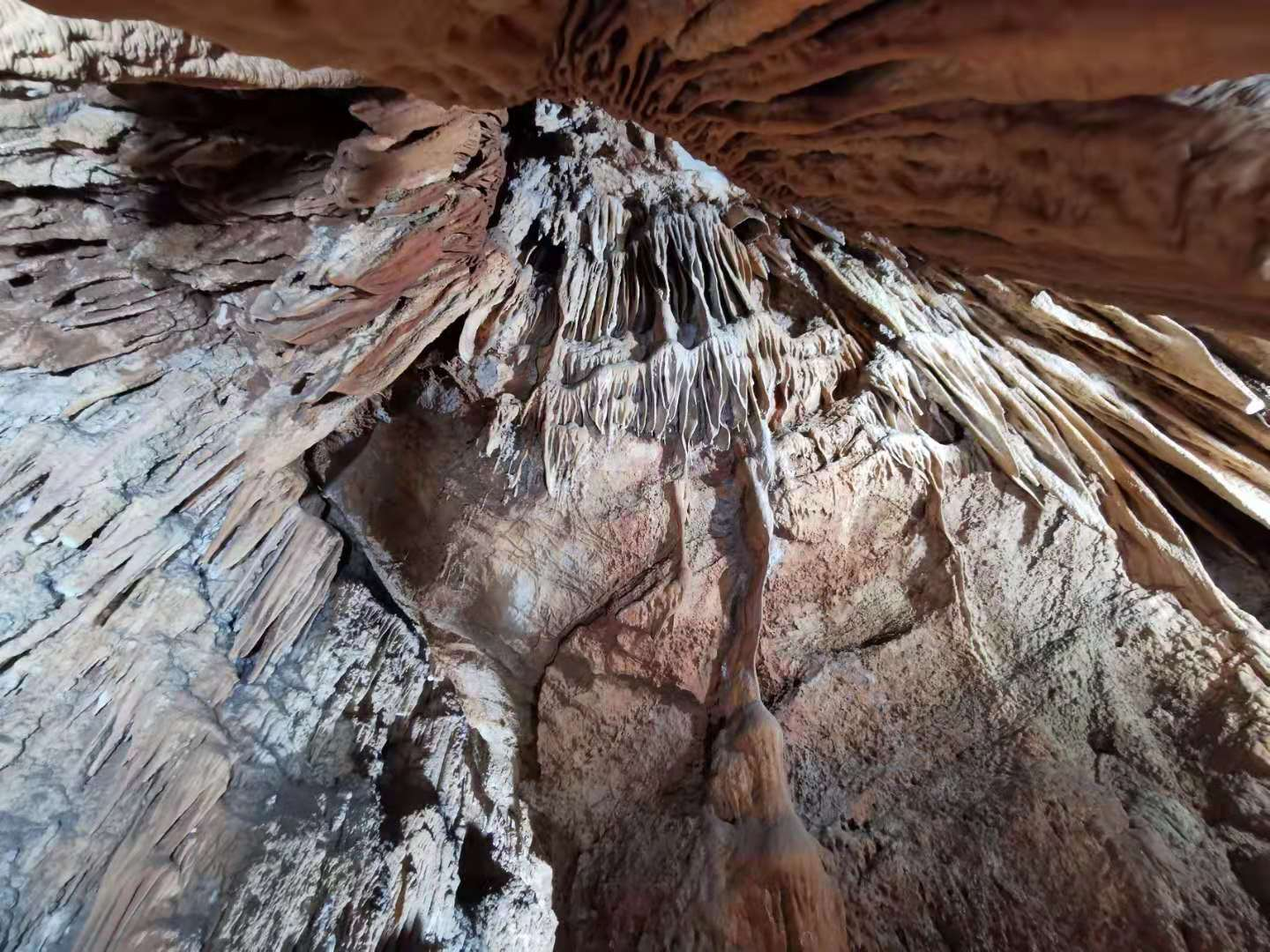
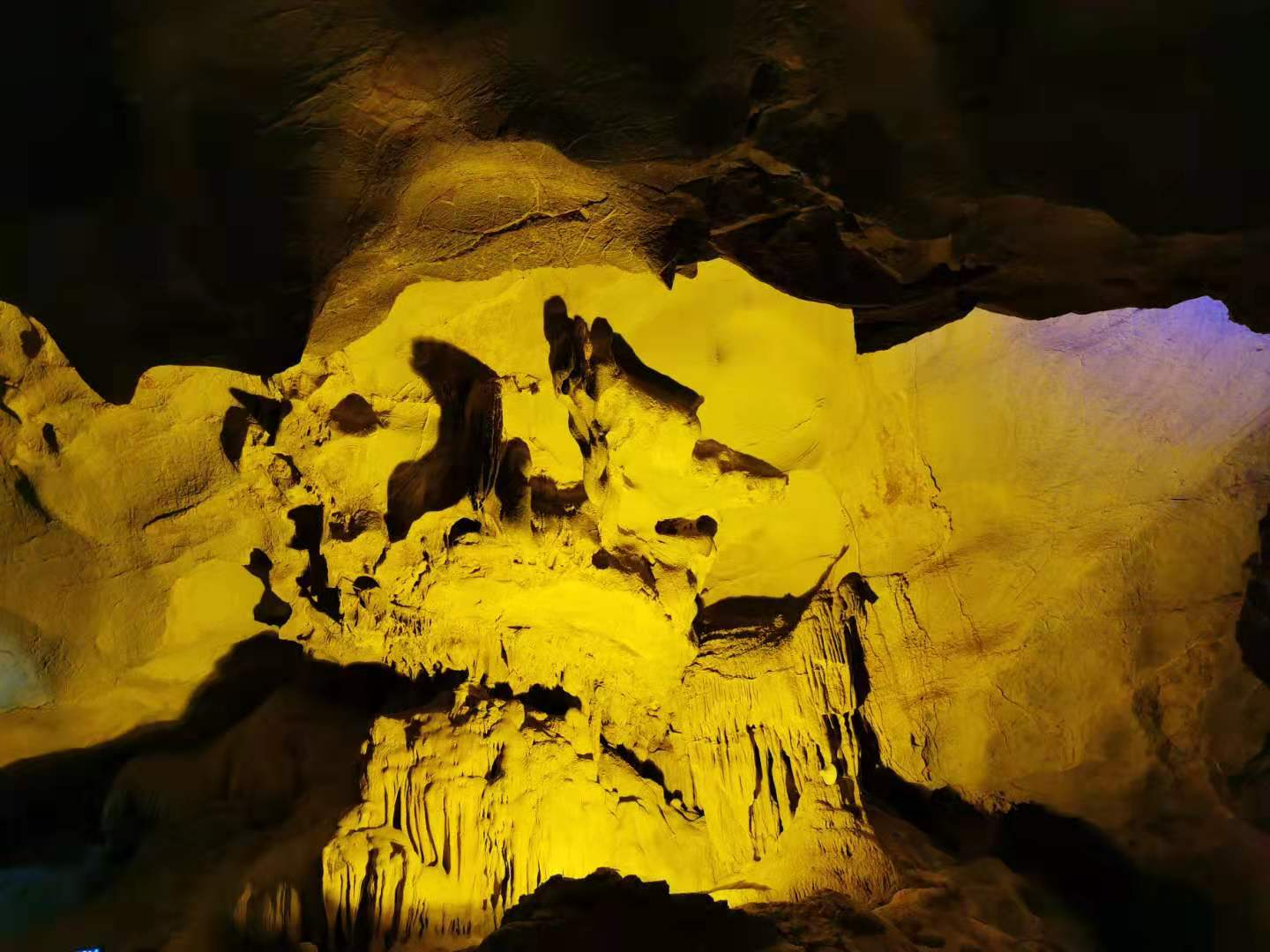
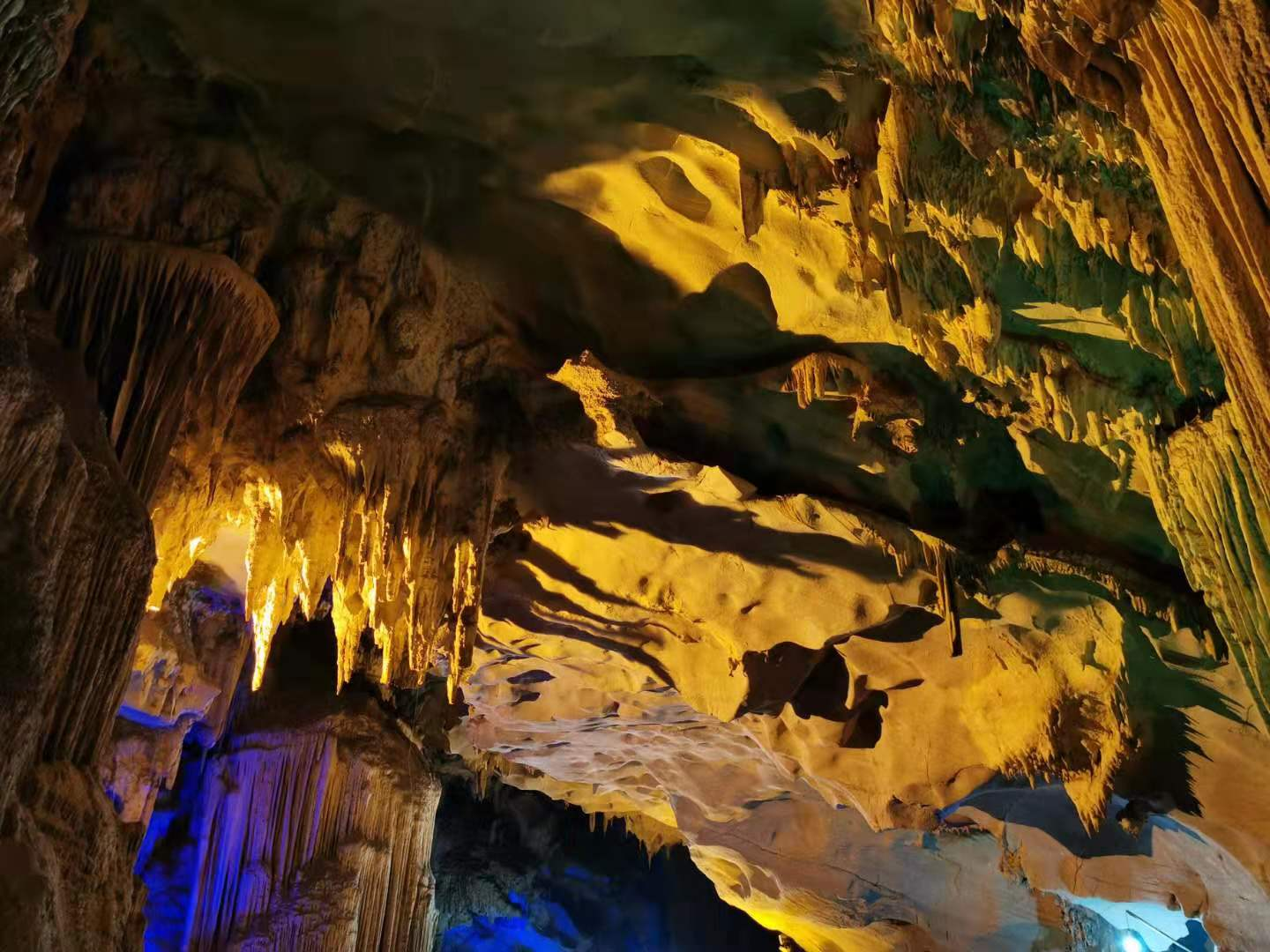
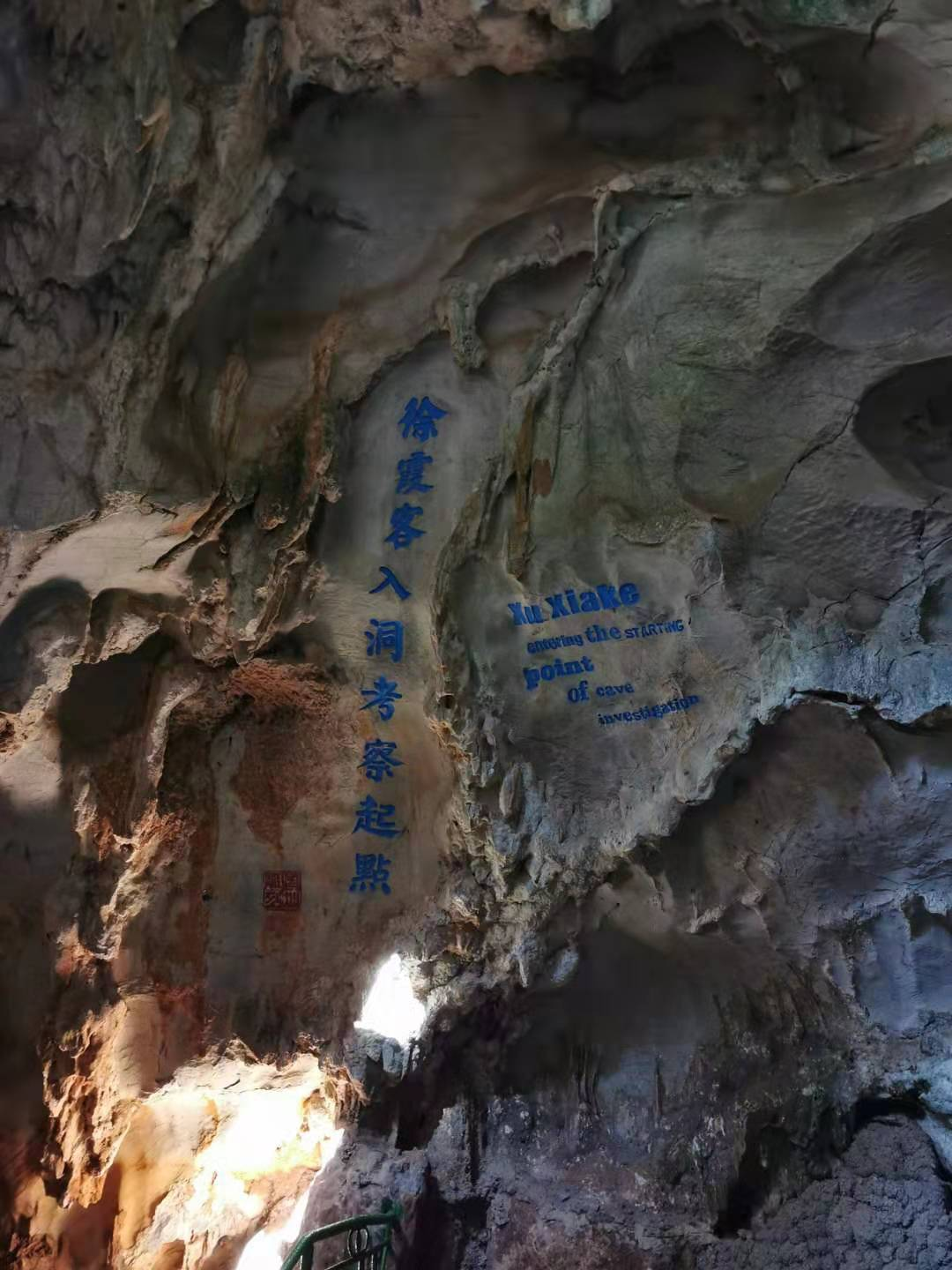